# Ре-ді-Рома (станція метро)
41°52′55″ пн. ш. 12°30′52″ сх. д. / 41.88194° пн. ш. 12.51444° сх. д.
Ре-ді-Рома (італ. Re di Roma) - станція лінії А Римського метрополітену. Відкрита 16 лютого 1980 році у першій черзі лінії А (від Ананьїна до Оттавіано). Розташована під площею Ре-ді-Рома, звідки і назва.
Є станцією з двома окремими тунелями, в кожному з яких знаходиться окрема платформа.

## Пам'ятки
Поблизу станції розташовані:
- П'яцца-Тусколо
- Віа-Тусколана

## Пересадки
Автобуси: 590, 649, 671.